# Liste de personnes liées à Fredericton
Voici une liste de personnalités frédérictoniennes, c'est-à-dire nées ou liées à la ville de Fredericton, qui est la capitale du Nouveau-Brunswick, au Canada.
- Haut – A
- B
- C
- D
- E
- F
- G
- H
- I
- J
- K
- L
- M
- N
- O
- P
- Q
- R
- S
- T
- U
- V
- W
- X
- Y
- Z

## A
- Stair Agnew (1757-1821), propriétaire foncier, homme politique, juge de paix et juge, mort à Fredericton ;
- Peter John Allan (1825-1848), poète, mort à Fredericton ;
- John Campbell Allen (1817-1898), officier de milice, avocat, auteur, fonctionnaire, homme politique et juge, mort à Fredericton ;
- Michael Allen (1960 - ), député fédéral, né à Fredericton ;
- Rebecca Agatha Armour (1845-1891), institutrice et auteure, née à Fredericton ;
- Keith Ashfield (né en 1952), homme d'affaires et homme politique, né à Fredericton.
- Jake Allen, gardien de hockey

## B
- John Babbitt (1845-1889), bijoutier, horloger et scientifique, né à Fredericton ;
- Alfred Bailey (1905-1997), éducateur, poète, anthropologue, ethno-historien, bibliothécaire et administrateur en enseignement, mort à Fredericton;
- Loring Woart Bailey (1839-1925), professeur, géologue, botaniste et auteur, mort à Fredericton ;
- William Teel Baird (1819-1897), pharmacien, fonctionnaire, officier de milice et auteur, né à Fredericton ;
- John Williston Bird (1932-), homme d'affaires et homme politique, né à Fredericton ;
- Wallace Samuel Bird (1917 - 1971), lieutenant-gouverneur du Nouveau-Brunswick, né à Fredericton ;
- Joe Blades (1961-), écrivain, éditeur, cinéaste, réalisateur et animateur de radio, habitant à Fredericton ;
- Andrew George Blair (1844 - 1907), premier ministre du Nouveau-Brunswick, né et mort à Fredericton ;
- Jonathan Bliss (1742-1822), avocat, fonctionnaire, homme politique et juge, mort à Fredericton ;
- Meehan Bonnar (1947-), ancien joueur de hockey sur glace, né à Fredericton ;
- Henry A. Brathwaite (1841-1927), coureur des bois et guide, mort à Fredericton ;
- Hedley Francis Gregory Bridges (1902-1947), avocat, directeur d'école, enseignant et homme politique, né à Fredericton ;
- Walter M. Buck (1826-1881), ingénieur civil et entrepreneur, mort à Fredericton ;
- Martin Butler (1857-1915), poète, mort à Fredericton.

## C
- Dugald Campbell (1758 ou 1759-1810), officier, arpenteur, juge et fonctionnaire, mort à Fredericton ;
- Bliss Carman (1861 - 1929), poète, né à Fredericton ;
- Edward Barron Chandler (1800 - 1880), lieutenant-gouverneur du Nouveau-Brunswick, mort à Fredericton ;
- Ward Chipman (1754-1824), avocat, fonctionnaire, juge de paix, homme politique, juge et administrateur colonial, mort à Fredericton ;
- Henry George Clopper (1792-1832), fonctionnaire, banquier, juge de paix et juge, mort à Fredericton ;
- George Coster (1794-1859), prêtre et professeur, mort à Fredericton ;
- Amasa Coy (1757-1838), marchand, mort à Fredericton ;
- William Crane (1785-1853), marchand, juge de paix, juge et homme politique, mort à Fredericton ;
- James Harvie Crocket (1859-1930), journaliste et éditeur, mort à Fredericton.

## D
- William Dollard (1789-1851), prêtre et évêque, mort à Fredericton.

## E
- Thomas Emerson (1762-1843), médecin et officier, mort à Fredericton.

## F
- George Edward Fenety (1812-1899), journaliste, éditeur, imprimeur, fonctionnaire, auteur et homme politique, mort à Fredericton ;
- Charles Fisher (1808-1880), premier ministre du Nouveau-Brunswick, né et mort à Fredericton ;
- Peter Fisher (1782-1848), marchand et historien, mort à Fredericton ;
- Hugh John Flemming (1899 - 1982), premier ministre du Nouveau-Brunswick, mort à Fredericton ;
- Peter Fraser (1765-1840), homme d'affaires, juge de paix, homme politique, officier de milice et juge, mort à Fredericton.

## G
- Alexander Gibson (1852-1920), homme d'affaires et homme politique, né à Fredericton ;
- Alexander Gibson (1819-1913), homme d'affaires, mort à Fredericton ;
- Margaret Catharine Gill (1843-1906), institutrice et poète, mort à Fredericton ;
- Mary Grannan (1900-1975), écrivaine, née et morte à Fredericton.

## H
- George Luther Hathaway, (1813 - 1872), premier ministre du Nouveau-Brunswick, mort à Fredericton ;
- Douglas King Hazen (1885-1974), avocat et homme politique, né à Fredericton ;
- Robert Leonard Hazen (1808-1874), avocat, juge et homme politique, né à Fredericton ;
- Thomas Hill (1807-1860), journaliste, auteur et éditeur, mort à Fredericton ;
- James Holbrook (1793-1846), professeur, mort à Fredericton ;
- J. Robert Howie (1923-), avocat et homme politique, né à Fredericton.

## J
- William Brydone Jack (1864-1913), mathématicien, naturaliste, auteur et professeur, mort à Fredericton.

## K
- Henry George Clopper Ketchum (1839-1896), ingénieur, né à Fredericton.

## L
- Frederick Laforest (1856-19??), avocat et homme politique, né à Fredericton;
- M. Travis Lane (1934-), écrivaine, habitant à Fredericton;
- Craig Leonard (19??- ), homme d'affaires et homme politique, né à Fredericton;
- George Duncan Ludlow (1734-1808), juge et homme politique, mort à Fredericton ;
- George Killman Lugrin (1792-1835), imprimeur, fonctionnaire et propriétaire de journaux, mort à Fredericton.

## M
- Charles McElman (1920-2000), sénateur ;
- Hugh Havelock McLean (1854 - 1938), lieutenant-gouverneur du Nouveau-Brunswick, né à Fredericton ;
- Harry Fulton McLeod (1871-1921), avocat et homme politique, né à Fredericton ;
- John Babbitt McNair (1889 - 1968), premier ministre du Nouveau-Brunswick, mort à Fredericton ;
- John Medley (1804-1892), prêtre, évêque et auteur, mort à Fredericton ;
- Frederick William Miles (1806-1842), prêtre et administrateur scolaire, mort à Fredericton.

## N
- Eric Neilson (1984-), joueur de hockey sur glace, né à Fredericton
- Alden Nowlan (1933-1983), écrivain.

## O
- Jonathan Odell (1737-1818), prêtre, fonctionnaire et poète, mort à Fredericton ;
- William Franklin Odell (1774-1844), fonctionnaire, notaire, avocat, arpenteur et homme politique, mort à Fredericton ;
- William Hunter Odell (1811-1891), avocat et homme politique, né à Fredericton.

## P
- Charles Jeffery Peters (1773-1848), avocat, fonctionnaire, juge et homme politique, mort à Fredericton ;
- Humphrey Pickard (1813-1890), prêtre, professeur et journaliste, né à Fredericton ;
- John Pickard (1824 - 1883), député provincial et fédéral du Nouveau-Brunswick, mort à Fredericton.
- Mary Pratt 1935-), peintre, née à Fredericton ;

## R
- Theodore Harding Rand (1835-1900), professeur, fonctionnaire, administrateur scolaire et poète, mort à Fredericton ;
- Archibald Drummond Fitz Randolph (1833-1902), homme d'affaires, homme politique et philanthrope, mort à Fredericton ;
- Charles Dow Richards (1879 - 1956), premier ministre du Nouveau-Brunswick, mort à Fredericton ;
- Theodore Goodridge Roberts (1877-1953), écrivain, né à Fredericton ;
- George Goodridge Roberts (1832-1905), professeur et prêtre, mort à Fredericton.

## S
- John Saunders (1754-1834), juge et homme politique, mort à Fredericton ;
- Andy Savoy (1963-), ingénieur et homme politique, né à Fredericton ;
- Andy Scott (1955-2013), fonctionnaire et homme politique, né à Fredericton ;
- George Shore (1787-1851), officier, fonctionnaire, homme politique et propriétaire foncier, mort à Fredericton ;
- Anna Silk (1974-), actrice, née à Fredericton ;
- George Stracey Smyth (1767-1823), officier et administrateur colonial, mort à Fredericton ;
- Jabez Bunting Snowball (1837-1907), homme d'affaires, homme politique et fonctionnaire, mort à Fredericton ;
- George Sproule (1743-1817), officier, arpenteur, fonctionnaire et homme politique, mort à Fredericton ;
- Samuel Denny Street (1752-1830), officier, avocat, homme politique, fonctionnaire et poète, mort à Fredericton.

## T
- George Thomas Taylor (1838-1913), photographe et peintre, né et mort à Fredericton ;
- James Taylor (1761-1834), homme d'affaires, fermier et homme politique, né et mort à Fredericton ;
- William Taylor (1789-1834), homme d'affaires, fonctionnaire et homme politique, né et mort à Fredericton ;
- Charles Humbert Thomas (1915-1976), homme d'affaires et homme politique, né à Fredericton.

## W
- Andrew Rainsford Wetmore (1820 - 1892), premier ministre du Nouveau-Brunswick, né et mort à Fredericton ;
- Edward Ludlow Wetmore (1841-1922), avocat, homme politique et juge, né à Fredericton ;
- George Ludlow Wetmore (1795-1821), avocat et fonctionnaire, mort à Fredericton ;
- Lemuel Allan Wilmot (1809 - 1878), lieutenant-gouverneur du Nouveau-Brunswick, mort à Fredericton ;
- Robert Duncan Wilmot (1809 - 1891), lieutenant-gouverneur du Nouveau-Brunswick, né à Fredericton ;
- Edward Winslow (1746/47-1815), officier, homme politique, juge, fonctionnaire et auteur, mort à Fredericton ;
- Benjamin Wolhaupter (1800-1857), horloger, orfèvre, marchand, juge de paix, officier de milice et fonctionnaire, mort à Fredericton.